# 東アナトリア断層
東アナトリア断層（ひがしアナトリアだんそう、英語: East Anatolian Fault、トルコ語: Doğu Anadolu Fay Hattı）とは、トルコの東部から中南部にかけて北東-南西方向に貫く断層帯である。2000年頃から活動が活発化している。

## 概要

東アナトリア断層の位置（桃線）

アナトリアプレートとアラビアプレートの境界に位置し、長さは約500 kmに達する。プレート境界には様々なタイプの断層が見られるものの、この東アナトリア断層は、トランスフォーム断層に分類される断層である。この断層を境に北側は南西方向へ、南側は北東方向へと、プレートが動いている。
断層の両端については、南西側はマラシュ三重会合点を介して死海トランスフォーム断層と接している。また北東側は、カルルオヴァ三重会合点を介して北アナトリア断層と接している。さらに付近には別の断層も存在し、中央部ではトルコ・シリア地震の最大余震（M7.5）などを引き起こしたエルビスタン断層（チャルダク断層）やスルグ断層が、南西部では1998年のアダナ-ジェイハン地震を引き起こしたカラタシュ-オスマニエ断層が、それぞれ東アナトリア断層から見て西に位置している。

## 解説

### 周辺のプレートとの関係

断層付近のプレート状況。図で「Analolian Plate」と書かれている部分の東端部で、南西から北東の方向に伸びている線が、東アナトリア断層である。

プレートテクトニクスの考え方によれば、断層周辺はアナトリアプレート、アフリカプレート、アラビアプレート、ユーラシアプレートの計4つの大陸プレートがひしめき合う複雑な地域とされている。アラビアプレートが北へ移動し、ユーラシアプレートとザグロス山脈で衝突しているため、その西に位置するアナトリアプレートに圧縮力を与えている。この力により、アナトリアプレートは西へ移動している。このためにプレート間に進行方向には、違いが生じている。これらのプレートの移動方向の違いが断層として現れた物が、北アナトリア断層と東アナトリア断層である。

### 地震発生の仕組み

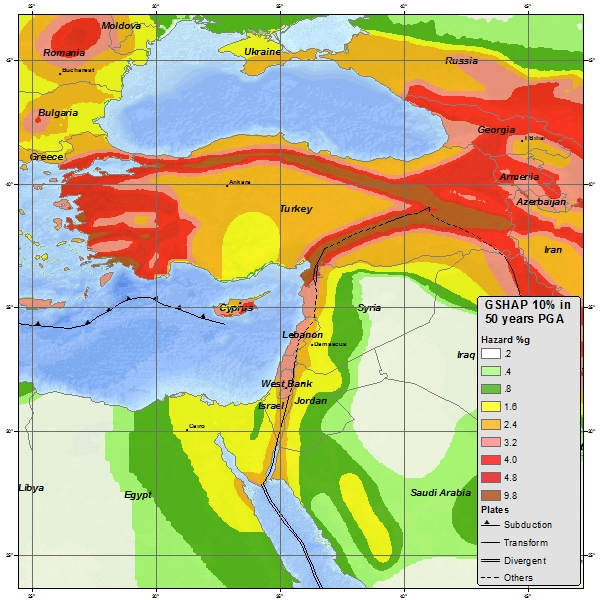
トルコとその周辺の地震危険度の分布図（出典: GSHAP）。赤系統の色の方が、地震の発生が多く危険とされている。

アナトリアプレートはユーラシアプレートに対して毎年20 mm前後の速さで絞り出されるような形で西進しており、この移動で生じる歪みが断層部に蓄積し、その圧力に耐え切れなくなった際に断層面が動き、大きな地震が発生する。参考までに、この場所の移動速度は日本列島で見られる内陸活断層と比べると1桁以上大きく、したがって、東アナトリア断層周辺では、大地震がより短い間隔で発生し易い。
この状況を踏まえて、USGSの世界地震ハザード評価プログラム（GSHAP）や、トルコの災害緊急事態対策庁は、北アナトリア断層沿い、トルコ南西沿岸部と同様に、東アナトリア断層沿いも地震危険度が最も高い領域であると評価している。

## 最近の地震活動
東アナトリア断層は2003年頃から活動が活発化し始めた。それまでの1939年から1999年まで、活動の中心は北アナトリア断層であった。この活発化している間、1939年のエルズィンジャン地震を皮切りに、活動域が西へと少しずつ移動してゆき、1999年のイズミット地震を以って、北アナトリア断層帯の西端に至った。
 M 6.0−6.9
その後、2003年1月に北アナトリア断層東端で地震が発生して以来、この付近の地震活動の中心は東アナトリア断層へと移り、2003年5月のビンギョル地震を端緒として、南西へと活動域が移動するような形でM6以上の地震が多発した。その活動域が南西端に達し、断層が合計2 mと大きくズレて、トルコ及びシリアに甚大な被害を及ぼした動きが、2023年のトルコ・シリア地震である。この地震で被害を受けた東アナトリア断層南西部は、1893年以来長らく地震活動の無かった「空白域」であった。

## 発生した地震一覧

### 過去に付近で記録した大きな地震
ここでは20世紀以前に、この断層及びその付近で発生した地震を取り上げる。
- 115年12月13日、アンティオキア地震 (115年)、M7.5
- 526年5月29日、アンティオキア地震 (526年)、M7.0
- 1114年11月29日、マラシュ地震 (1114年)（英語版）、M不明
- 1268年、キリキア地震、M7.0
- 1513年の地震、アドゥヤマン県ギョルバシュ付近、M不明
- 1795年の地震、カフラマンマラシュ付近、M7.0
- 1822年の地震、カフラマンマラシュ県テュルコール付近、M不明
- 1866年の地震、ビンギョル県カルルオヴァ付近、M7.2
- 1872年4月3日、アミク地震 (1872年)（英語版）、M7.2
- 1874年の地震、エラズー県パル付近、M7.1
- 1875年の地震、マラティヤ県ピュテュルゲ付近、M6.7
- 1893年の地震、アドゥヤマン県チェリクハン付近、M7.1
- 1905年の地震、アドゥヤマン県スィンジク付近、M不明
- 1949年8月17日、カルルオヴァ地震 (1949年)（英語版）、M7.1
- 1971年5月22日、ビンギョル地震 (1971年)（英語版）、M6.6
- 1975年9月6日、リジェ地震 (1975年)（英語版）、M6.7
- 1986年5月5日、マラティヤ地震 (1986年)（英語版）、M6.1

### 直近の主な地震（M6以上）
ここでは21世紀以降、この断層で発生した地震を取り上げる。
| 日付          | 時間     | 震央地点                              | 座標                                                          | 深さ    | 規模 Mw | MMI               | 被害                              | 詳細                    | 出典   |
| ------------- | -------- | ------------------------------------- | ------------------------------------------------------------- | ------- | ------- | ----------------- | --------------------------------- | ----------------------- | ------ |
| 2003年5月1日  | 3時27分  | ビンギョルの北13 km                   | 北緯39度00分25秒 東経40度27分50秒 / 北緯39.007度 東経40.464度 | 10.0 km | 6.4     | IX（猛烈）        | 死者117人、負傷者520人            | ビンギョル地震 (2003年) | [ 12 ] |
| 2010年3月8日  | 4時32分  | エラズー県カラコチャンの南南西10 km   | 北緯38度51分50秒 東経39度59分10秒 / 北緯38.864度 東経39.986度 | 12.0 km | 6.1     | VII（非常に強い） | 死者42-57人、負傷者74人           | エラズー地震 (2010年)   | [ 13 ] |
| 2020年1月24日 | 20時55分 | マラティヤ県ドアンヨルの北13 km       | 北緯38度25分52秒 東経39度03分40秒 / 北緯38.431度 東経39.061度 | 10.0 km | 6.7     | IX（猛烈）        | 死者41人、負傷者1600人以上        | エラズー地震 (2020年)   | [ 14 ] |
| 2023年2月6日  | 4時17分  | ガズィアンテプ県ヌルダウの東北東26 km | 北緯37度09分58秒 東経37度02分31秒 / 北緯37.166度 東経37.042度 | 10.0 km | 7.8     | IX（猛烈）        | 死者50000人以上、負傷者12万人以上 | トルコ・シリア地震      | [ 15 ] |
| 2023年2月6日  | 4時28分  | ガズィアンテプ県ヌルダウの東18 km     | 北緯37度10分41秒 東経36度56分49秒 / 北緯37.178度 東経36.947度 | 10.7 km | 6.7     | VIII（深刻）      | 死者50000人以上、負傷者12万人以上 | M7.8の地震の余震        | [ 16 ] |
| 2023年2月6日  | 13時26分 | マラティヤ県ドアンシェヒルの南東10 km | 北緯38度01分48秒 東経37度57分50秒 / 北緯38.030度 東経37.964度 | 20.1 km | 6.0     | VII（非常に強い） | 死者50000人以上、負傷者12万人以上 | M7.8の地震の余震        | [ 17 ] |
| 2023年2月20日 | 20時4分  | ハタイ県ウズンバッグの南南西3 km      | 北緯36度06分32秒 東経36度01分01秒 / 北緯36.109度 東経36.017度 | 16.0 km | 6.3     | IX（猛烈）        | 死者11人、負傷者790人以上         | M7.8の地震の余震        | [ 20 ] |